# Wilhelm Canaris
Wilhelm Franz Canaris (Aplerbeck, 1º gennaio 1887 – Flossenbürg, 9 aprile 1945) è stato un ammiraglio tedesco, a comando dell'Abwehr, il servizio segreto militare tedesco, dal 1935 al 1944.

## Biografia
Nacque nel 1887 ad Aplerbeck, vicino a Dortmund, da una famiglia di lontane origini italiane, come emerse da una ricerca da lui effettuata nel 1938 dove veniva messa in luce la sua discendenza da una famiglia di nome "Canarisi", originaria di Torno e Sala Comacina sul Lago di Como, i cui discendenti si stabilirono in parte in Germania nel XVI secolo. Nel 1905 si arruolò come cadetto nella Marina Imperiale Tedesca e fra i suoi primi incarichi da ufficiale ebbe il compito di fare da interprete ai tedeschi che rimpatriavano dal porto di Veracruz, a causa della Rivoluzione messicana.
Allo scoppio della prima guerra mondiale prestò servizio come tenente di vascello e ufficiale addetto alle informazioni a bordo dell'incrociatore Dresden, prendendo parte alla Battaglia delle Falkland con la flotta dell'ammiraglio Maximilian von Spee. Dopo l'autoaffondamento del Dresden nella Battaglia di Más a Tierra per evitarne la cattura da parte britannica, venne internato in un campo di prigionia in Cile, dal quale evase nell'agosto del 1915 e, dopo una lunga marcia attraverso le Ande, raggiunse l'Argentina, dove riuscì ad imbarcarsi per tornare in Germania. Decorato con la Croce di Ferro, fu assegnato al nascente servizio segreto della Marina. Lavorò come agente in Spagna dall'aprile del 1916, sfuggendo ad un attentato e diventando uno degli uomini più ricercati dall'MI6, il servizio segreto britannico. Nel 1918 tornò in servizio attivo come comandante di U-Boot nel Mediterraneo, dove affondò diciotto unità nemiche.
Al termine della guerra Canaris continuò la carriera militare aderendo inizialmente ai Freikorps, spinto dai disordini sociali dilaganti durante i primi giorni della Repubblica di Weimar, e poco dopo nella Reichsmarine. Nel 1919 fece parte della corte marziale che assolse i killer degli spartachisti Karl Liebknecht e Rosa Luxemburg. Venne promosso rapidamente ottenendo il comando della corazzata Schlesien nel 1922, dell'incrociatore scuola Berlin nel 1923 e il grado di capitano di vascello nel 1931. In questo periodo proseguì il suo lavoro per i servizi segreti, intensificando i suoi contatti con alti ufficiali, politici ed industriali, nel tentativo di stabilire un nuovo ordine nella politica tedesca. Parallelamente seguì e appoggiò lo sviluppo del partito nazionalsocialista, non diventandone mai un membro, e nel 1935 diventò capo dell'Abwehr, in sostituzione di Conrad Patzig, con la promozione al grado di ammiraglio.

### Il nazismo e la seconda guerra mondiale
Sotto la sua direzione, l'Abwehr si organizzò in modo più efficace e aumentò la propria influenza a discapito delle agenzie rivali, come la famigerata SD, il servizio segreto delle SS comandato da Reinhard Heydrich. Il primo obiettivo di Canaris fu quello di cercare di migliorare i rapporti fra le due strutture e in questo venne facilitato dal fatto che i due comandanti si conoscevano dal tempo in cui Heydrich era imbarcato sul Berlin. I compiti furono suddivisi: l'Abwehr si sarebbe occupata dello spionaggio e del controspionaggio militare, mentre la Gestapo e la SD avrebbero agito in campo politico.
Nonostante il suo iniziale appoggio alla presa del potere da parte di Hitler, in cui vedeva il restauratore dei valori germanici, si rese ben presto conto della brutalità nazista e iniziò segretamente a lavorare per rovesciare il regime, utilizzando fidatissimi collaboratori; l'organizzazione fu soprannominata "Orchestra Nera". Nel 1938, dopo l'annessione dei Sudeti, avvisò il generale Francisco Franco dei piani tedeschi per l'invasione di Gibilterra e gli chiese di impedire il passaggio di truppe attraverso la Spagna. Nello stesso anno, e successivamente nel 1939, fu coinvolto nello studio di due piani per l'assassinio di Hitler.
Dopo l'inizio della guerra fra Germania e Polonia, visitò il fronte e fu testimone delle atrocità e dei crimini di guerra commessi dalle squadre della morte delle SS. Assistette all'incendio della sinagoga di Będzin e alla morte dei residenti ebrei della città. Ricevette anche numerosi rapporti da agenti dell'Abwehr su molti altri omicidi di massa in tutto il territorio polacco controllato dalla Wehrmacht. Sconvolto dallo sviluppo della situazione bellica e politica, riunì attorno a sé ufficiali dell'esercito e funzionari governativi antinazisti allo scopo di eliminare Hitler e trattare una resa onorevole con gli Alleati.
Di tale cospirazione faceva segretamente parte anche il Vaticano: Canaris era un amico di lunga data di papa Pio XII, il loro rapporto risaliva a quando l’allora cardinale Eugenio Pacelli era nunzio apostolico in Germania, tra il 1917 e il 1929. Come ricorda lo studioso Robert Ventresca: "chiaramente il papa non si occupava dei dettagli, faceva da tramite tra le forze complottiste".
Ne nacque il fallito Attentato a Hitler del 20 luglio 1944, denominato "Operazione Valchiria", dal quale il dittatore uscì illeso. Alla feroce caccia ai cospiratori che seguì Canaris non sfuggì. Il pomeriggio del 23 luglio Walter Schellenberg, divenuto comandante dell'Abwehr dal febbraio 1944, si presentò a casa dell'ammiraglio, alla periferia di Berlino. Trasferito all'Accademia della Gestapo di Fürstenberg/Havel, vi rimase recluso fino al 7 febbraio 1945. Portato al campo di concentramento di Flossenbürg, vicino al confine cecoslovacco, venne ammanettato, incatenato alle caviglie e rinchiuso nella cella numero 22. La sera dell'8 aprile, dopo l'ennesimo interrogatorio con torture, un esanime Canaris batteva sul muro, a beneficio del compagno di prigionia della cella numero 21, un ultimo messaggio: "Naso rotto durante ultimo interrogatorio. La mia ora è giunta. Non ero un traditore. Ho fatto il mio dovere di tedesco. Se sopravvivi, ricordami a mia moglie". La mattina seguente, 9 aprile 1945, l'ammiraglio Canaris fu portato nudo al patibolo e strangolato con una corda di pianoforte.

## Canaris nella cultura di massa
- Canaris è un film biografico del 1954, diretto da Alfred Weidenmann. Tratta degli ultimi dieci anni dell'Ammiraglio (interpretato da Otto Eduard Hasse), quando era al comando dell'Abwehr, il servizio segreto militare tedesco, prima e durante la Seconda guerra mondiale.
- L'ammiraglio, interpretato da Anthony Quayle, appare come personaggio di secondo piano nel film La notte dell'aquila, incentrato su un ipotetico piano per rapire Winston Churchill e portarlo in Germania. Nel film l'Ammiraglio si oppone con forza al progetto, voluto e sostenuto invece da Himmler.
- L'Ammiraglio è uno dei personaggi secondari del romanzo Non è sempre caviale di Johannes Mario Simmel, ed è a lui che riferisce il protagonista Thomas Lieven durante alcune azioni compiute in Francia nella seconda guerra mondiale.
- Il personaggio di Canaris viene citato nel romanzo di Ken Follett Il codice Rebecca, in quanto il co-protagonista è una spia tedesca inviata in Egitto da Rommel.
- Il personaggio di Canaris viene spesso citato nel romanzo di Ken Follett  La cruna dell'ago il cui protagonista è una spia tedesca inviata in Inghilterra per scoprire da dove partirà e dove colpirà il corpo di spedizione anglo-americano durante l’Operazione Overlord nel 1944.
- Il personaggio di Canaris viene citato nel romanzo di Frederick Forsyth Dossier Odessa
- Nel film comico del 1962 Totò e Peppino divisi a Berlino, il personaggio interpretato da Totò è straordinariamente somigliante a un fantomatico "Ammiraglio Attila Canarinis" e questo fatto, nella Berlino della Guerra fredda, produrrà varie situazioni grottesche e paradossali con gli occupanti statunitensi, sovietici e persino cinesi.
- L’ammiraglio Canaris viene citato nel romanzo ucronico Il Ducetto di Alessandro De Nicola (Rubbettino, 2023)